# Faction Paradox
Faction Paradox (deutsch: „Fraktionsparadoxon“) ist eine Serie von Büchern, Hörspielen, Kurzgeschichtensammlungen und Comics, in denen es um die gleichnamige fiktionale Sekte und den „War in Heaven“ (deutsch: „Krieg im Himmel“) geht. Die Gruppe Faction Paradox, die der Serie ihren Namen gab, wurde vom Autor Lawrence Miles für BBC Books Doctor Who Bücherreihe entwickelt.

## Entstehungsgeschichte
1997 wurden Faction Paradox und der „Krieg im Himmel“ mit der Veröffentlichung des Buches Alien Bodies als Nebenhandlung für die Eighth Doctor Adventures Bücherreihe kreiert. Die Handlung beinhaltete einige Konzepte und Figuren des Doctor Who Universums, die nach Miles's Rücktritt von Doctor Who und der Veröffentlichung der Faction Paradox-Serie durch Produktionsunternehmen ohne Doctor Who Lizenz mit geänderten Namen auftreten mussten. So ist beispielsweise die Politik der Timelords Teil der Faction Paradox-Serie, doch wird diese als Politik der „großen Häuser“ umschrieben und der Planet Gallifrey wird als die „Heimatwelt“ bezeichnet.
2001 begann das Produktionsunternehmen Bill & Ben Video (BBV) Hörspiele der Faction Paradox-Reihe als Teil der „Audio Adventures in Time and Space}“ (deutsch: „Audioabenteuer in Zeit und Raum“)-Serie zu veröffentlichen. Weitere Hörspiele wurden von Magic Bullet Productions produziert.
Bücher und Kurzgeschichten der Reihe wurden zwischen 2002 und 2006 von Mad Norwegian Press, in 2008 von Random Static und seit 2010 von Obverse Books veröffentlicht.
In 2003 produzierten der US-amerikanische Verlag Image Comics und Magic Bullet Productions gemeinsam eine Faction Paradox Comicreihe, die nach einer Umstrukturierung des Verlages Image Comics abgesetzt wurde.